# Справи милосердя (Монтальє)
Справи милосердя  — картина французького художника П'єра Монтальє́ кінця 17 століття, що зберігається в музеї Ермітаж. Присвячена справам милосердя. Тема цікавила християнські громади, надихала художників. Одну з композицій цієї тематики створив відомий італійський художник Караваджо у 1607 році — насичену рухами, сміливу, тривожну.
З твором Караваджо збігається темою полотно П'єра Монтальє́ кінця 17 століття " Вчинки Милосердя ", але як велика між ними різниця. На відміну від італійця, Монтальє малював не вівтарний образ, а картину-нагадування про християнські чесноти, яка могла б прикрасити монастирську трапезну чи домівку добропорядного вірянина. Вона невелика за розмірами, трактована як спокійна, побутова сцена. Художник навіть не став відтворювати усі сім сцен.
Перед глядачем вузенький провулок, де добродії наділяють їжею та одягом бідних та жебраків. Провулок виходить на невелику площу перед монастирською брамою, де ще одна сцена — надають притулок двом паломникам. Перелік вчинків милосердя на цьому художник припиняє, сподіваючись, що натяку цілком достатньо.
Одяг персонажів нагадує тогочасний голландський. Але в провулку та на площі перед монастирем занадто чисто, ніякого сміття, а герої полотна підкреслено причепурені та чемні. Про французьке походження полотна нагадують і написи, серед яких і підпис художника праворуч.
Ретельне вивчення полотна виявило дивні речі. Жодного твору художника у Франції до 21 століття не знайдено. Картина в Ермітажі — єдиний достовірний та підписаний майстером твір. Були проведені розшуки в архівах Франції. Такий митець справді жив у 1643–1697 роках. Наслідував у своїх творах творчому надбанню художників, серед яких
- Луї Лєнен
- Себастьян Бурдон.

Розшуки інших творів майстра тривають.
1. ↑  https://www.hermitagemuseum.org/wps/portal/hermitage/digital-collection/01.+Paintings/